# Clitenella
Clitenella es un género de escarabajos  de la familia Chrysomelidae. En 1927 Laboissière describió el género. Contiene las siguientes especies:
- Clitenella fulminans (Faldermann, 1835)
- Clitenella ignitincta (Fairmaire, 1878)
- Clitenella punctata Laboissiere, 1927
- Clitenella purpureovittata (Chen, 1942)